# Neuillay-les-Bois
Neuillay-les-Bois település Franciaországban, Indre megyében. Lakosainak száma 659 fő (2022. január 1.). Neuillay-les-Bois La Chapelle-Orthemale, Luant, Méobecq, Niherne, Nuret-le-Ferron, La Pérouille, Vendœuvres és Villedieu-sur-Indre községekkel határos.

## Népesség
A település népességének változása:
| Lakosok száma | 619  | 540  | 609  | 632  | 677  | 671  | 659  | 657  | 659  | 659  |
|               | 1968 | 1982 | 1990 | 2006 | 2013 | 2015 | 2017 | 2019 | 2020 | 2022 |